# Емир Шишић
Емир Шишић (Живинице, 17. март 1963) је бивши пилот ЈНА и Војске Југославије.
Шишић је 7. јануара 1992, током рата у Хрватској оборио хеликоптер Европске заједнице. Због тога је против њега у Италији подигнута оптужница, а ухапшен је 9. маја 2001. у Мађарској и изручен Италији. У Италији је осуђен на 15 година затвора. Након преговора српских и италијанских власти, Шишић је почетком новембра 2006. пребачен у затвор у Сремској Митровици.
Окружни суд у Новом Саду је 9. маја 2008. одобрио Шишићеву молбу за условни отпуст.

## Војна каријера
Пре ратова у бившој Југославији, Емир Шишић је био пилот авиона МиГ-21 124. ловачке ескадриле, 117. ловачког пука на аеродрому Жељава код Бихаћа. На дан 7. јануара 1992, током рата у Хрватској, хеликоптер Бел UH-1 посматрачке мисије Европске заједнице је ушао у ваздушни простор изнад Хрватске без одобрења југословенских власти. Летови изнад Хрватске су били забрањени пошто је ЈНА желела да спречи наоружавање хрватске војске. Шишић је добио наређење да пресретне хеликоптер и да га присили да напусти ове просторе. Изнад села Нови Мароф код Вараждина је добио наређење да обори хеликоптер, приликом чега је погинуло пет посматрача, четири Италијана и један Француз.
Након евакуације особља Југословенског ратног ваздухопловства са аеродрома Жељава, Шишић је наставио да служи у ратном ваздухопловству као пилот авиона Ан-26 на аеродрому Батајница.
Када је 9. маја 2001. пошао да купи лекове у Мађарску, ухапшен је и јуна 2002. пребачен у Италију. У Италији је био осуђен на доживотну робију, а пресуда је касније преиначена на 15 година. Након преговора српских и италијанских власти, Италија је дала дозволу да Шишић издржава казну у затвору у Сремској Митровици. Окружни суд у Новом Саду је 9. маја 2008. пустио Шишића на условну слободу.

## Видите још
- Обарање хеликоптера Европске надзорне комисије 1992.